# Erik "Bullen" Berglund
Karl Erik "Bullen" Berglund, född 30 juni 1887 i Stockholm, död 27 april 1963 i Stockholm, var en svensk skådespelare, regissör och matskribent. Han var även verksam som revyartist och kuplettsångare.

## Biografi
Berglund föddes på Lidingö, där familjen hade sommarnöje, som son till handlanden Carl Victor Berglund och hans hustru Klara Erika, född Hausmetzger. Modern var av fransk-polsk härkomst. Han växte upp på Östermalm och gick sina första skolår i Franska skolan. 1897 bytte han till Norra Latin, där han studerade till dess han fyllde 16. 
Hösten 1903 skickades han till sina morföräldrar i Paris för att lära sig bättre franska och förhoppningsvis få plats på någon bra firma. Väl i Paris fick Berglund jobb på den svenska firman Hörlin & Hoffsten, kommissionärer för damartiklar. Han fick dessutom smak för det franska köket, något som kom att påverka honom senare i livet. 
I januari 1905 lämnade han Paris för att fortsätta sina studier till affärsman vid Strahlendorffs handelsinstitut i Berlin. På hösten samma år åkte han till London för att lära sig engelska. 1906 gjorde han sin militärtjänstgöring på A1, där han var exerciskamrat med Eugen Nilsson. Efter militärtjänstgöringen fick Berglund arbete hos Jönköpings juridiska byrå, som hade kontor i hörnet Hamngatan/Malmskillnadsgatan.

### Skådespelare
Berglund trivdes inte i kontorsmiljön utan började fundera på att söka sig till teatern. Han hade sett Lycko-Pers resa på Östermalmsteatern och lärde sig rollen utantill innan han gick upp till teaterchefen Albert Ranft och bad om att få provspela. Han scendebuterade 1907 som Lycko-Per och knöts till Albert Ranfts teatrar Östermalmsteatern och Södra teatern i Stockholm. 
1910–1912 turnerade han i landsorten, och var därefter 1912–1913 anställd vid Folkets hus teater i Stockholm. År 1913 engagerades han av Axel Engdahl för att verka vid Folkteatern i Göteborg, där han kom att uppträda som revy- och kuplettsångare fram till 1920. Han återvände därefter till Stockholm och var 1922–1923 och 1927–29 anställd vid Blancheteatern, 1923–1925 vid Vasateatern, 1925–27 vid Blanche- och komediteatrarna, och var från 1929 anställd vid Oscarsteatern.
Bland hans roller, förutom hans mest kända lustpelsroller, märks Lycko-Per i Lycko-Pers resa, d'Artagnan i De tre musketörerna, Lindqvist i Påsk, och förste dödgrävaren i Hamlet.
Han filmdebuterade 1911, och kom med tiden att medverka i drygt hundra filmer. Från 1958 tillhörde han TV-teaterns första fasta ensemble. Han anställdes på 1930-talet av AB Svensk Filmindustri som regissör av kortfilmer. Bland de filmer han regisserade där kan nämnas Västerhavets män, som han regisserade tillsammans med Prins Wilhelm och Drottning Astrid vigd till griftero, för vilken han dekorerades med Vasaorden och belgiska Kronorden.

### Matskribent
Efter en misslyckad teaterturné sommaren 1919 tappade han intresset för teater och när han fick erbjudande om att i SARA-bolagets regi utbilda sig till kock i Frankrike tackade han ja. Utbildningen började hösten 1920 och han praktiserade på Le Chapon Fin i Bordeaux innan han kom till Claridge Hôtel i Paris. Efter perioden i Frankrike praktiserade han på Grand Hôtel, Stockholm innan utbildningen var avklarad 1922. Nu skulle Berglund placeras som källarmästare på någon av bolagets restauranger, men innan någon blev tillgänglig blev han samma höst erbjuden rollen som Marx i Mexikoguld som skulle sättas upp på Blancheteatern och återigen bytte han karriär.
En period var han även i England för att förkovra sig i kokkonsten. Under sin tid i England lär han även ha refererat till engelsk kokkonst som pure guess work. Bland andra kända Bullen-citat kan nämnas ” … delikatessaffärerna i Paris utgör enligt mitt förmenande en minst lika stor sevärdhet som någonsin de stora modehusen …”.
"Bullen" var namnet på den roll som Berglund spelade i Guldgrävare på Djurgårdsteatern sommaren 1927. Vid denna period fick han erbjudande av Stockholms Dagblad att skriva matkåserier. Hans hustru Elsa var den som föreslog att han skulle använda rollfigurens namn som signatur och att kolumnen skulle heta "Prat om mat". Kåserierna blev så populära att Berglund 1927 blev erbjuden att göra en liknande serie i radio. Bland övriga tidningar som Berglund medverkat i kan nämnas Svenska Dagbladet, Bonniers veckotidning, Husmodern, Vecko-Journalen, Femina och Icakuriren.
Han gav även ut flera böcker om mat. Hans bok "Prat om mat” utkom 1928, "Mera prat om mat" ett år senare, och därefter "Bullens kokbok" från början av 1930-talet. 
Konserven Bullens pilsnerkorv är uppkallad efter honom.

### Övrigt
Berglund var aktiv katolik sedan barnsben, flitig ministrant som ung, och i vuxen ålder känd för att ofta komma med stora fång röda rosor till Mariastatyn. Han är gravsatt på Katolska kyrkogården i Stockholm.
Han var barndomsvän med Gösta Ekman. De bodde i samma hus på 1890-talet

### Familj
Han var gift 1908–1910 med Eleonora Viktoria "Tora" Jansson (1887–1965) och från 1912 med skådespelaren Elsa Berglund (1885–1967), som även medverkade i flera av hans kokböcker.

## Utmärkelser
- Riddare av Vasaorden
- Riddare av Kronorden
- Riddare av Akademiska palmen

## Film och TV

### Filmografi (urval)
- 1915 – I kronans kläder
- 1915 – En teaterdirektörs vedermödor
- 1916 – I minnenas band
- 1925 – Två konungar
- 1927 – Förseglade läppar
- 1928 – Synd
- 1930 – Ulla, min Ulla
- 1930 – Vi två
- 1930 – För hennes skull
- 1930 – Doktorns hemlighet
- 1931 – En kärleksnatt vid Öresund
- 1931 – Falska miljonären
- 1931 – Röda dagen
- 1932 – Service de nuit
- 1932 – Jag gifta mig – aldrig
- 1932 – En stulen vals
- 1932 – Svärmor kommer
- 1932 – Lyckans gullgossar
- 1933 – Hustru för en dag
- 1933 – En melodi om våren
- 1933 – Djurgårdsnätter
- 1933 – Inled mig i frestelse
- 1934 – Kungliga Johansson
- 1934 – Fasters millioner
- 1935 – Valborgsmässoafton
- 1935 – Ungkarlspappan
- 1935 – Under falsk flagg
- 1936 – Familjens hemlighet
- 1936 – På Solsidan
- 1936 – Han, hon och pengarna
- 1936 – Bröllopsresan
- 1936 – Intermezzo
- 1936 – Johan Ulfstjerna
- 1937 – Ryska snuvan
- 1937 – Pappas pojke
- 1937 – O, en så'n natt!
- 1938 – Styrman Karlssons flammor
- 1938 – Fram för framgång
- 1938 – En kvinnas ansikte
- 1939 – Rena rama sanningen
- 1939 – Gläd dig i din ungdom
- 1939 – En enda natt
- 1939 – Valfångare
- 1939 – Åh, en så'n grabb!
- 1939 – Kadettkamrater
- 1940 – Stora famnen
- 1940 – Stål
- 1941 – Den ljusnande framtid
- 1941 – Spökreportern
- 1941 – I natt - eller aldrig
- 1941 – Landstormens lilla argbigga
- 1941 – Striden går vidare
- 1941 – Bara en kvinna
- 1942 – Rid i natt!
- 1942 – Jacobs stege
- 1943 – Katrina
- 1943 – En vår i vapen
- 1943 – Lille Napoleon
- 1943 – Älskling, jag ger mig (film, 1943)
- 1943 – I dag gifter sig min man
- 1944 – 83:an i lumpen
- 1944 – Kungajakt
- 1944 – Prins Gustaf
- 1944 – På farliga vägar
- 1944 – Skogen är vår arvedel
- 1945 – Mans kvinna
- 1945 – Sussie
- 1945 – Oss tjuvar emellan eller En burk ananas
- 1945 – I som här inträden
- 1945 – Idel ädel adel
- 1945 – En förtjusande fröken
- 1946 – Peggy på vift
- 1946 – I dödens väntrum
- 1946 – Onsdagsväninnan
- 1946 – Rötägg
- 1946 – Eviga länkar
- 1947 – Det kom en gäst
- 1947 – Tösen från Stormyrtorpet
- 1947 – Dynamit
- 1947 – Pappa sökes
- 1948 – Loffe på luffen
- 1948 – En svensk tiger
- 1949 – Flickan från tredje raden
- 1951 – Livat på luckan
- 1952 – Klackarna i taket
- 1952 – Blondie, Biffen och Bananen
- 1952 – Janne Vängman i farten
- 1952 – För min heta ungdoms skull
- 1953 – All jordens fröjd
- 1953 – Flickan från Backafall
- 1953 – Vingslag i natten
- 1953 – I dimma dold
- 1953 – Fartfeber
- 1954 – Östermans testamente
- 1955 – Sommarflickan
- 1955 – Älskling på vågen
- 1955 – Karusellen i fjällen
- 1956 – Ratataa
- 1956 – Flickan i frack
- 1956 – Moln över Hellesta
- 1956 – 7 vackra flickor
- 1956 – Den tappre soldaten Jönsson
- 1956 – Sången om den eldröda blomman
- 1957 – Far till sol och vår
- 1961 – Lek ej med kärleken (TV-teater)

### TV-produktioner (urval)
- 1959 – Romeo och Julia i Östberlin
- 1959 – Det var en annan historia (TV-teater)
- 1960 – Oväder
- 1960 – Slå nollan till polisen
- 1960 – I Arlanda by
- 1961 – Vildanden
- 1961 – Eurydike
- 1961 – En handelsresandes död
- 1961 – Utan fast bostad
- 1962 – Dödens arlekin
- 1962 – Kvartetten som sprängdes
- 1962 – Värmlänningarna (TV-teater)
- 1963 – Topaze (TV-teater)

### Regi
- 1915 – En teaterdirektörs vedermödor
- 1932 – Jag gifta mig – aldrig
- 1934 – Dopp i gryta
- 1935 – Fastlagsriset
- 1935 – Västerhavets män
- 1935 – Drottning Astrid vigd till griftero
- 1936 – Eva tittar i fönster
- 1938 – Knut löser knuten
- 1938 – Bönderna kommer
- 1942 – Skånska klenoder
- 1943 – Österlen

## Teater

### Roller (ej komplett)
| År   | Roll                            | Produktion                                                                                         | Regi                             | Teater                                                       |
| ---- | ------------------------------- | -------------------------------------------------------------------------------------------------- | -------------------------------- | ------------------------------------------------------------ |
| 1907 | Lycko-Per                       | Lycko-Pers resa August Strindberg                                                                  | Justus Hagman                    | Östermalmsteatern                                            |
| 1907 |                                 | Ett köpmanshus i skärgården Emilie Flygare-Carlén                                                  |                                  | Östermalmsteatern                                            |
| 1907 |                                 | Postrånet Eugène Moreau, Paul Siraudin och Alfred Delacour                                         | Justus Hagman                    | Östermalmsteatern                                            |
| 1907 |                                 | Samvetets mask Ludwig Anzengruber                                                                  |                                  | Östermalmsteatern                                            |
| 1908 | Matrosen                        | Kapten Grant och hans barn Jules Verne                                                             |                                  | Östermalmsteatern                                            |
| 1908 |                                 | De små landstrykarna Pierre Decourcelle                                                            |                                  | Östermalmsteatern                                            |
| 1908 | Jean Passepartout               | Jorden runt på åttio dagar Jules Verne                                                             |                                  | Östermalmsteatern                                            |
| 1908 |                                 | Strandbyfolk Holger Drachmann                                                                      |                                  | Östermalmsteatern                                            |
| 1908 |                                 | Daniel Hjort Josef Julius Wecksell                                                                 |                                  | Östermalmsteatern                                            |
| 1908 | Brorsonen                       | En smålänning, eller Sin egen lyckas smed Algot Sandberg                                           |                                  | Östermalmsteatern                                            |
| 1909 |                                 | Fröken Sherlock Holmes Alfred Grünwald och Julius Brammer                                          |                                  | Östermalmsteatern                                            |
| 1909 | Lycko-Per                       | Lycko-Pers resa August Strindberg                                                                  |                                  | Östermalmsteatern                                            |
| 1909 |                                 | Sabinskornas bortrövande Paul och Franz von Schönthan                                              |                                  | Östermalmsteatern                                            |
| 1909 |                                 | Charleys tant Brandon Thomas                                                                       |                                  | Östermalmsteatern                                            |
| 1909 |                                 | Bröderna Hansen Edgard Høyer                                                                       | Peter Fjelstrup                  | Östermalmsteatern                                            |
| 1909 | Cis Farrington                  | Det kära barnet Arthur Wing Pinero                                                                 |                                  | Östermalmsteatern                                            |
| 1909 |                                 | Ett storstadshem Christopher Boeck                                                                 |                                  | Oscarsteatern/ Turné                                         |
| 1909 | Kattgreven                      | Nick Carter, eller En gårdsfest i 33:an, revy Emil Norlander                                       |                                  | Djurgårdsteatern                                             |
| 1910 | Bagaren                         | Tokiga Amelie eller En bröllopsnatt vid Nordpolen Emil Norlander                                   |                                  | Södra Teatern                                                |
| 1910 |                                 | Tre jobbande pojkar, revy Emil Norlander                                                           |                                  | John Lianders sällskap                                       |
| 1910 |                                 | Ett bröllop i Paris Émile de Najac och Edmond About                                                |                                  | John Lianders sällskap                                       |
| 1910 | Fernand Mondego                 | Greven av Monte Cristo Alexandre Dumas den äldre                                                   | John Liander                     | John Lianders sällskap                                       |
| 1911 |                                 | Yon Yonson Algot Sandberg                                                                          | John Liander                     | John Lianders sällskap                                       |
| 1911 | d'Artagnan                      | De tre musketörerna Alexandre Dumas den äldre                                                      | John Liander                     | John Lianders sällskap                                       |
| 1911 | Medverkande                     | Buller om huller, revy Harald Leipziger                                                            |                                  | Sveasalen                                                    |
| 1911 |                                 | Gardesofficeren Ferenc Molnár                                                                      |                                  | Albert Ranfts dramatiska sällskap                            |
| 1911 |                                 | Silkesstrumpan Algot Sandberg                                                                      |                                  | Albert Ranfts dramatiska sällskap                            |
| 1911 |                                 | Leda och svanen Algot Sandberg                                                                     |                                  | Albert Ranfts dramatiska sällskap                            |
| 1911 |                                 | Andras affärer Gustaf af Geijerstam                                                                |                                  | Albert Ranfts dramatiska sällskap                            |
| 1911 |                                 | Halta Lena och Vindögda Per Ernst Fastbom                                                          |                                  | Albert Ranfts dramatiska sällskap                            |
| 1912 | Boulot                          | Spökhotellet Georges Feydeau och Maurice Desvallieres                                              | Albert Ranft                     | Albert Ranfts dramatiska sällskap                            |
| 1912 |                                 | En sommarnattsdröm, eller Här ska städas, revy Axel Engdahl och Fritz Schéel                       |                                  | Folkteatern, Lorensberg                                      |
| 1912 |                                 | Hin och smålänningen Frans Hedberg                                                                 |                                  | Folkets hus teater                                           |
| 1912 |                                 | En stockholmsflicka Oscar Wennersten                                                               |                                  | Folkets hus teater                                           |
| 1913 |                                 | Den förtrollade telefonen Axel Engdahl och Oscar Wennersten                                        |                                  | Folkets hus teater                                           |
| 1913 | Löjtnant Werner von Hettwitz    | Den gode Ludde (Mein alter Herr) Franz och Victor Arnold                                           |                                  | Folkteatern                                                  |
| 1913 | Medverkande                     | Pytt i panna, revy Axel Engdahl                                                                    | Axel Engdahl Thor Christiernsson | Folkteatern, Lorensberg                                      |
| 1913 |                                 | Stabstrumpetaren Frans Hedberg                                                                     | Thor Christiernsson              | Folkteatern, Lorensberg                                      |
| 1913 | Medverkande                     | Grönköpings tivoli, eller Fattiga Albin, eller Musikens makt, eller Lejonbruden, revy Axel Engdahl | Axel Engdahl Thor Christiernsson | Folkteatern, Lorensberg                                      |
| 1917 |                                 | Fåglarnas dag, revy Axel Engdahl                                                                   | Axel Engdahl Thor Christiernsson | Folkteatern, Lorensberg                                      |
| 1917 | Medverkande                     | Atlanten vid Kristinehamn, revy Axel Engdahl                                                       |                                  | Folkteatern, Lorensberg/ Gästspel på Folkteatern i Stockholm |
| 1919 | Medverkande                     | Hembränt, revy David Gustafsson                                                                    | Erik Berglund                    | Nya teatern, Göteborg                                        |
| 1919 | Medverkande                     | Kaos, revy Axel Engdahl                                                                            | Erik Berglund                    | Turné                                                        |
| 1920 | Medverkande                     | Handel och sjöfart eller Allt för alla, revy Axel Engdahl och Fritz Schéel                         | Axel Engdahl                     | Folkteatern, Lorensberg                                      |
| 1922 | Bankir Marx                     | Mexiko-guld Rudolf Lothar och Hans Bachwitz                                                        | Uno Brander                      | Blancheteatern                                               |
| 1922 | Dominie                         | Dick eller Danny (Pals First) Lee Wilson Dodd                                                      | Erik Berglund                    | Blancheteatern                                               |
| 1922 | Rochus Koschman                 | Babyn Hans Sturm och Fritz Jakobstedter                                                            | Nils Arehn                       | Blancheteatern                                               |
| 1922 |                                 | 18 år Harald Bergstedt                                                                             | Ernst Eklund                     | Blancheteatern                                               |
| 1923 | Makepease Witter                | Din nästas fästmö Adelaide Matthews och Anne Nichols                                               | Ernst Eklund                     | Blancheteatern                                               |
| 1923 | Adolphe Gatouillat              | Fruns båda män Félix Gandéra och André Mouézy-Éon                                                  | Karin Swanström                  | Folkteatern                                                  |
| 1923 | Isak Dahlin, privatdetektiv     | Mårdboan Einar Fröberg                                                                             | Einar Fröberg                    | Svenska teatern, Stockholm                                   |
| 1923 | Pierre Lazarre                  | En herre i frack André Picard                                                                      | Nils Johannisson                 | Svenska teatern, Stockholm                                   |
| 1923 |                                 | Fruar på krigsstråt Georges Feydeau                                                                | Albert Ranft                     | Vasateatern                                                  |
| 1924 | Detektiven                      | På hal is Franz Arnold och Ernst Bach                                                              | Knut Nyblom                      | Vasateatern                                                  |
| 1924 | Mästertjuven                    | Krokodilen Karl Strecker                                                                           | Knut Nyblom                      | Vasateatern                                                  |
| 1924 |                                 | Trettio dagar Augustus Thomas                                                                      | Ragnar Widestedt                 | Vasateatern                                                  |
| 1924 | Spencer Wells                   | Reggies bröllop Edward Salisbury Field                                                             | Ernst Eklund                     | Blancheteatern                                               |
| 1924 | General Gueldic                 | Det gick en ängel Jacques Bousquet och Henri Falk                                                  | Tollie Zellman                   | Komediteatern                                                |
| 1924 | Julien Pauphilat                | Portieren på Maxim Yves Mirande, Gustave Quinson och Henri Geroule                                 | Ernst Eklund                     | Blancheteatern                                               |
| 1924 |                                 | Lilla Busses bröllop Richard Kessler                                                               | Knut Nyblom                      | Vasateatern                                                  |
| 1924 |                                 | Säg att det är du Jacques Bousquet och Henri Falk                                                  | Gunnar Klintberg                 | Svenska teatern, Stockholm                                   |
| 1924 |                                 | Vår lilla fru Avery Hopwood                                                                        | Ragnar Widestedt                 | Vasateatern                                                  |
| 1925 |                                 | Stormfågeln Roi Cooper Megrue                                                                      |                                  | Vasateatern                                                  |
| 1925 |                                 | Bulldoggen Sapper (pseudonym för H. C. McNeile)                                                    | Ragnar Widestedt                 | Vasateatern                                                  |
| 1925 |                                 | Ett felsteg Eugen Burg och Louis Taufstein                                                         | Knut Nyblom                      | Vasateatern                                                  |
| 1925 | Bookmakern                      | Kvitt eller dubbelt Theophilus Charlton                                                            | Knut Nyblom                      | Vasateatern                                                  |
| 1925 |                                 | Nattens drottning Franz Arnold, Ernst Bach och Walter Kollo                                        | Valdemar Dalquist                | Vasateatern                                                  |
| 1925 | Jimmie Norton                   | Dubbelexponering Avery Hopwood                                                                     | Mathias Taube                    | Blancheteatern                                               |
| 1925 |                                 | På begäran (Un homme sur la paille) Nicolas Nancey och Henry de Gorsse                             | Erik Berglund                    | Blancheteatern                                               |
| 1925 | Henry Lefèvre, advokat          | Mannens revben W. Somerset Maugham                                                                 | Erik Berglund                    | Blancheteatern                                               |
| 1925 | Julien Pauphilat                | Portieren på Maxim Yves Mirande, Gustave Quinson och Henri Geroule                                 | Ernst Eklund                     | Blancheteatern                                               |
| 1926 | Vaktmästare Andersson           | Kassabrist Vilhelm Moberg                                                                          | Erik Berglund                    | Blancheteatern                                               |
| 1926 | Henri Salbrejan                 | I skolan igen André Birabeau                                                                       | Mathias Taube                    | Blancheteatern                                               |
| 1926 | Lormeau                         | Chou-Chou Jacques Bousqeet och Alexandre Madis                                                     | Einar Fröberg                    | Blancheteatern                                               |
| 1926 | Medverkande                     | Mina damer och herrar, revy Svasse Bergqvist & C:o                                                 |                                  | Södra Teatern                                                |
| 1926 | Medverkande                     | De ä sånt ni ska ha, revy Karl Gerhard                                                             | Olof Sandborg                    | Folkteatern, Lorensberg                                      |
| 1926 | Vaktmästare Andersson           | Kassabrist Vilhelm Moberg                                                                          | Erik Berglund                    | Folkteatern, Lorensberg                                      |
| 1926 | Julien Pauphilat                | Portiern på Maxim Yves Mirande, Gustave Quinson och Henri Geroule                                  | Erik Berglund                    | Folkteatern, Lorensberg                                      |
| 1926 |                                 | Tofsen Margaret Mayo och Aubrey Kennedy                                                            | Erik Berglund                    | Folkteatern, Lorensberg                                      |
| 1926 | Betjänten                       | Hans majestät får vänta Oscar Rydqvist                                                             | Einar Fröberg                    | Komediteatern                                                |
| 1927 | Le Hochet, statsadvokat i Lille | Buketten André Birabeau och Georges Dolley                                                         | Erik Berglund                    | Komediteatern                                                |
| 1927 | Billy Darling                   | Skrämda katter Margaret Mayo och Aubrey Kennedy                                                    | Erik Berglund                    | Djurgårdsteatern                                             |
| 1927 | James "Bullen" Blake            | Guldgrävare Avery Hopwood                                                                          | Ernst Eklund                     | Djurgårdsteatern                                             |
| 1927 | Brasset                         | Charleys tant Brandon Thomas                                                                       | Elis Ellis                       | Djurgårdsteatern                                             |
| 1927 | Lorens Lewenstern               | Håkansbergsleken Einar Holmberg                                                                    | Harry Roeck-Hansen               | Blancheteatern                                               |
| 1927 | Karl Herkules                   | Det farliga året Rudolf Lothar och Hans Bachwitz                                                   | Harry Roeck-Hansen               | Blancheteatern                                               |
| 1927 | Patricio                        | Socorros inackorderingar Miguel Ramos Carrión och Vital Aza                                        | Hjalmar Selander                 | Blancheteatern                                               |
| 1928 | Victor                          | Bobbys sista natt James Barclay                                                                    | Harry Roeck-Hansen               | Blancheteatern                                               |
| 1928 | Mr Freeman                      | Fanatiker Miles Malleson                                                                           | Harry Roeck-Hansen               | Blancheteatern                                               |
| 1928 | Biskopen                        | Domprosten Bomander Mikael Lybeck                                                                  | Harry Roeck-Hansen               | Blancheteatern                                               |
| 1928 | Pompeo Bigeschi                 | Hertiginnan av Elba Rudolf Lothar och Oscar Winterstein                                            | Harry Roeck-Hansen               | Blancheteatern                                               |
| 1928 | Galway                          | Mary Dugans process Bayard Veiller                                                                 | Harry Roeck-Hansen               | Blancheteatern                                               |
| 1929 | Lindkvist, fordringsägare       | Påsk August Strindberg                                                                             | Harry Roeck-Hansen               | Blancheteatern                                               |
| 1929 | Mr Halevy                       | Såna barn Maxwell Anderson                                                                         | Erik Berglund                    | Blancheteatern                                               |
| 1929 | Ernest                          | Maya Simon Gantillon                                                                               | Harry Roeck-Hansen               | Blancheteatern                                               |
| 1929 | Trotter                         | Männen vid fronten Robert Cedric Sherriff                                                          | Thomas Warner                    | Oscarsteatern                                                |
| 1929 |                                 | Ambrosius Christian Molbech                                                                        | Rune Carlsten                    | Oscarsteatern                                                |
| 1929 | Filippo Fiorentino              | Vid 37de gatan Elmer Rice                                                                          | Svend Gade                       | Oscarsteatern                                                |
| 1930 |                                 | Den stora kärleken Paul Géraldy och Robert Spitzer                                                 | Gösta Ekman                      | Oscarsteatern                                                |
| 1930 | Lord Sands                      | Henrik VIII William Shakespeare                                                                    | Thomas Warner                    | Oscarsteatern                                                |
| 1930 |                                 | En liten olycka Floyd Dell och Thomas Mitchell                                                     | Gösta Ekman                      | Oscarsteatern                                                |
| 1930 | Ludvig Stehnfeldt               | Trions bröllop Sigfrid Siwertz                                                                     | John W. Brunius                  | Oscarsteatern                                                |
| 1930 | Mortimer Travers                | Bruden Stuart Oliver och George M. Middleton                                                       | Rune Carlsten                    | Oscarsteatern                                                |
| 1930 | Kammarrådet Krans               | Äventyr på fotvandringen Jens Christian Hostrup                                                    | Rune Carlsten                    | Oscarsteatern                                                |
| 1930 | Direktör Hans Holm              | Farmors revolution Jens Locher                                                                     | Pauline Brunius                  | Oscarsteatern                                                |
| 1930 | Magister Stig                   | Gustaf Vasa August Strindberg                                                                      | Gunnar Klintberg                 | Oscarsteatern                                                |
| 1930 | Woodley senior                  | 18 år John Van Druten                                                                              | Pauline Brunius                  | Oscarsteatern                                                |
| 1930 | Joseph Reynolds                 | Mordet i andra våningen Frank Vosper                                                               | John W. Brunius                  | Oscarsteatern                                                |
| 1930 | Bankdirektör Hovig              | Nyckelromanen Ragnar Josephson                                                                     | Erik Berglund                    | Oscarsteatern                                                |
| 1931 | Monsieur Antoine                | Det svaga könet Édouard Bourdet                                                                    | Max Reinhardt                    | Oscarsteatern                                                |
| 1931 | Värden                          | Supé Ferenc Molnár                                                                                 | Bjørn Bjørnson                   | Oscarsteatern                                                |
| 1932 | Juvelhandlaren                  | Juvelstölden Ladislas Fodor                                                                        | Nils Johannisson                 | Oscarsteatern                                                |
| 1932 | César                           | Fanny Marcel Pagnol                                                                                | Pauline Brunius                  | Oscarsteatern/ gästspel på Lorensbergsteatern                |
| 1932 | Pawlizcka                       | Pengar på banken Beda och Klemens                                                                  | Erik Berglund                    | Folkteatern                                                  |
| 1933 | Adolphe Gatouillat              | Fruns båda män Félix Gandéra och André Mouézy-Éon                                                  | Karin Swanström                  | Turné                                                        |
| 1933 | Medverkande                     | Ett leende år revy                                                                                 |                                  | Södra Teatern                                                |
| 1934 |                                 | Trions bröllop Sigfrid Siwertz                                                                     |                                  | Turné                                                        |
| 1934 | Archibald de Grey               | Nästan gifta Walter Ellis                                                                          | Gösta Ekman                      | Vasateatern                                                  |
| 1938 | Malcolm                         | George and Margaret Gerald Savory                                                                  | Edvin Adolphson                  | Oscarsteatern                                                |
| 1940 | Regissören                      | Vår lilla stad Thornton Wilder                                                                     | Per-Axel Branner                 | Dramaten                                                     |
| 1940 |                                 | Äventyr på fotvandringen                                                                           | Rune Carlsten                    | Oscarsteatern                                                |
| 1941 | Julien Pauphilat                | Portiern på Maxim Gustave Quinson och Yves Mirande                                                 |                                  | Oscarsteatern                                                |
| 1942 | Benjamin W. Levy                | Kid Jackson Marcel Achard                                                                          | Olof Molander                    | Vasateatern                                                  |
| 1942 | Flint                           | Natten till den 17 januari (Night of January 16th) Ayn Rand                                        | Per-Axel Branner                 | Nya Teatern                                                  |
| 1943 | Undersökningsdomaren            | I evighet amen (In Ewigkeit Amen) Anton Wildgans                                                   | Per-Axel Branner                 | Nya teatern                                                  |
| 1943 | Mr. Kenny                       | Sex i elden (Out of the Frying Pan) Francis Swann                                                  | Per-Axel Branner                 | Nya Teatern                                                  |
| 1943 | Lektor Quartenius               | Herr Blink går över alla gränser Lars-Levi Laestadius                                              | Per Lindberg                     | Vasateatern                                                  |
| 1943 | Bourdier                        | Kungen Robert de Flers, Emmanuel Arène och Gaston Arman de Caillavet                               | Rune Carlsten                    | Dramaten                                                     |
| 1944 | Herman                          | Mans kvinna Vilhelm Moberg                                                                         | Per Lindberg Gösta Folke         | Vasateatern                                                  |
| 1944 | Herr Antropos                   | Det var nära ögat Thornton Wilder                                                                  | Gunnar Skoglund                  | Vasateatern                                                  |
| 1946 | Charlie Phibbe                  | Eskapad Lajos Lajtai och Staffan Tjerneld                                                          | William Mollison                 | Oscarsteatern                                                |
| 1947 | Raguenau                        | Cyrano de Bergerac Edmond Rostand                                                                  | Sandro Malmquist                 | Oscarsteatern                                                |
| 1948 | Regissören                      | Vår lilla stad Thornton Wilder                                                                     | Gösta Folke                      | Malmö stadsteater                                            |
| 1948 | Domare Wilkins                  | Kära Ruth! Norman Krasna                                                                           | Johan Falck                      | Norrköping-Linköping stadsteater                             |
| 1948 | Förste dödgrävaren              | Hamlet William Shakespeare                                                                         | Henrik Dyfverman                 | Stockholmsteatern                                            |
| 1949 |                                 | Lyckans värdshus Marc-Gilbert Sauvajon                                                             | Erik Berglund                    | Programbolaget Jönköping                                     |
| 1949 | Bankdirektör Hovig              | Nyckelromanen Ragnar Josephson                                                                     | Erik Berglund                    | Riksteatern                                                  |
| 1949 | Sir Michael Norman              | Edwards barn Marc-Gilbert Sauvajon, Frederick J. Jackson och Roland Bottomley                      | Stig Roland                      | Norrköping-Linköping stadsteater                             |
| 1950 | Arnold Holt                     | Edward, min son Robert Morley och Noel Langley                                                     | Gösta Folke                      | Riksteatern                                                  |
| 1951 | César                           | Det hände i Marseille Marcel Pagnol                                                                | Erik Berglund                    | Riksteatern                                                  |
| 1952 | Prästen                         | Huset i Montevideo Curt Goetz                                                                      | Göran Gentele                    | Folkan                                                       |
| 1953 | Kriminalkommissarie Hubbard     | Slå nollan till polisen Frederick Knott                                                            | Keve Hjelm                       | Stadsteatern Norrköping-Linköping                            |
| 1954 | Kriminalkommissarie Hubbard     | Slå nollan till polisen Frederick Knott                                                            | Frank Sundström                  | Riksteatern                                                  |
| 1955 | Regissören                      | Vår lilla stad (Our Town) Thornton Wilder                                                          | Per-Axel Branner                 | Nya Teatern                                                  |
| 1955 | Regissören                      | Vår lilla stad (Our Town) Thornton Wilder                                                          | Erik Berglund                    | Helsingborgs stadsteater                                     |
| 1957 | Alfieri                         | Utsikt från en bro Arthur Miller                                                                   | Frank Sundström                  | Riksteatern                                                  |
| 1957 | Regissören                      | Vår lilla stad (Our Town) Thornton Wilder                                                          | Sandro Malmquist                 | Riksteatern                                                  |
| 1957 | Läkaren                         | Domaren Vilhelm Moberg                                                                             | Per-Axel Branner                 | Intiman                                                      |

### Regi (ej komplett)
| År   | Produktion                                    | Upphovsmän                                                     | Teater                                                    |
| ---- | --------------------------------------------- | -------------------------------------------------------------- | --------------------------------------------------------- |
| 1915 | Tur och retur, revy                           | Axel Engdahl                                                   | Folkteatern, Lorensberg Regi tillsammans med Axel Engdahl |
| 1917 | Det frysande slottet, revy                    | Axel Engdahl                                                   | Folkteatern, Lorensberg Regi tillsammans med Axel Engdahl |
| 1918 | Trollspisen, revy                             | David Gustafsson                                               | Göteborgs friluftsteater                                  |
| 1919 | Hembränt, revy                                | David Gustafsson                                               | Nya teatern, Göteborg                                     |
| 1919 | Kaos, revy                                    | Axel Engdahl                                                   | Turné                                                     |
| 1922 | Dick eller Danny Pals First                   | Lee Wilson Dodd                                                | Blancheteatern                                            |
| 1923 | Folkan, förstås, revy                         | Karl Gerhard                                                   | Folkteatern, Stockholm                                    |
| 1925 | På begäran Un homme sur la paille             | Nicolas Nancey och Henry de Gorsse Översättning Erik Berglund  | Blancheteatern                                            |
| 1925 | Mannens revben The Camel's Back               | W. Somerset Maugham Översättning Nalle Halldén och S.S. Wilson | Blancheteatern                                            |
| 1926 | Kassabrist                                    | Vilhelm Moberg                                                 | Blancheteatern                                            |
| 1926 | Kassabrist                                    | Vilhelm Moberg                                                 | Folkteatern, Lorensberg                                   |
| 1926 | Portiern på Maxim Le Chasseur de chez Maxim's | Yves Mirande, Gustave Quinson och Henri Geroule                | Folkteatern, Lorensberg                                   |
| 1926 | Tofsen Scared Cats                            | Margaret Mayo och Aubrey Kennedy                               | Folkteatern, Lorensberg                                   |
| 1927 | Buketten La Fleur d'oranger                   | André Birabeau och Georges Dolley                              | Komediteatern                                             |
| 1927 | Skrämda katter Scared Cats                    | Margaret Mayo och Aubrey Kennedy                               | Djurgårdsteatern                                          |
| 1929 | Såna barn Saturday's children                 | Maxwell Anderson Översättning Gustaf Collijn                   | Blancheteatern                                            |
| 1930 | Nyckelromanen                                 | Ragnar Josephson                                               | Oscarsteatern                                             |
| 1932 | Pengar på banken Tanz der millionen           | Fritz Löhner-Beda och Klemells Weitz-Clewe                     | Folkteatern                                               |
| 1932 | Svensson                                      | Gustaf H. Lundberg                                             | Folkteatern                                               |
| 1948 | Bullen bjuder på middag, revy                 | Nils Perne                                                     | Teaterbåten, Göteborg                                     |
| 1949 | Nyckelromanen                                 | Ragnar Josephson                                               | Riksteatern                                               |
| 1951 | Det hände i Marseille Fanny                   | Marcel Pagnol                                                  | Riksteatern                                               |
| 1955 | Vår lilla stad Our Town                       | Thornton Wilder Översättning Anders Österling                  | Helsingborgs stadsteater                                  |

## Radioteater

### Roller
| År   | Roll                          | Produktion                                             | Regi               |
| ---- | ----------------------------- | ------------------------------------------------------ | ------------------ |
| 1941 | Källarmästare Adolf Lundqvist | John Blundqvist Berco                                  | Carl-Otto Sandgren |
| 1942 | Dillman                       | Herr Dillman får besök Bigi Wennberg och Gösta Rybrant | Carl-Otto Sandgren |